# Zwarte Madonna van Montserrat

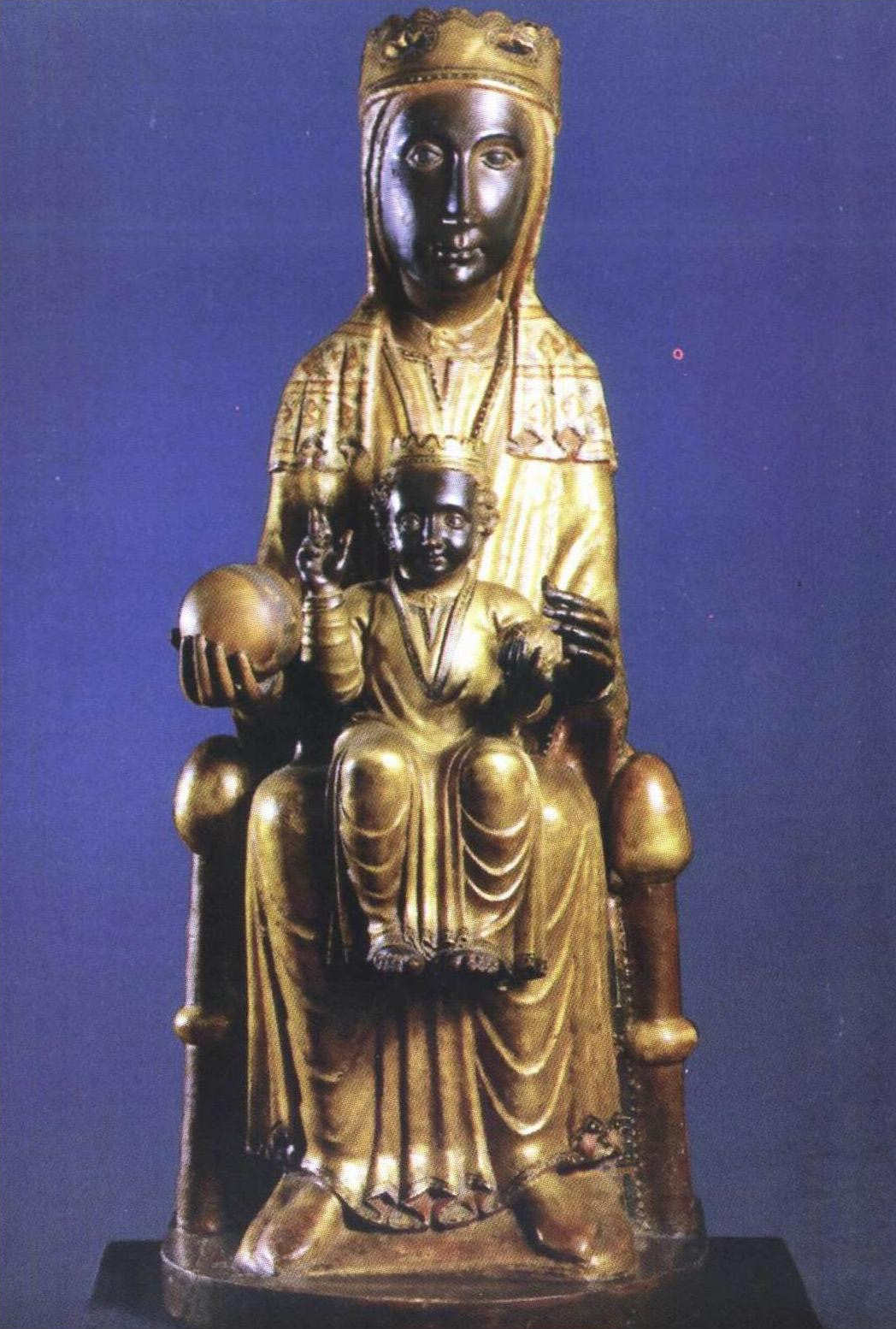
De Zwarte Madonna van Montserrat

De Zwarte Madonna van Montserrat , Patrones van Catalonië, is een romaanse Sedes sapientiae die pauselijk gekroond is op 11 september 1881. Haar heiligdom bevindt in het klooster van Montserrat op de gelijknamige berg in Catalonië. In het Catalaans wordt dit beeld liefkozend 'la Moreneta' genoemd.
Volgens de legende werd het eerste Mariabeeld in 880 door een aantal herdersjongens gevonden in een grot. Toen de bisschop dit hoorde, probeerde hij het beeld naar Manresa te verplaatsen. Dit bleek echter onmogelijk omdat het beeld te zwaar was. De bisschop interpreteerde dit als een wens van de Madonna om te blijven op de plaats waar zij gevonden was en liet er de hermitage van de Heilige Maria bouwen, het huidige klooster.
De Zwarte Madonna die tegenwoordig wordt vereerd is een Romaans beeld uit de 12e eeuw. Ze verbeeldt de Madonna met het kind op haar schoot. In haar rechterhand houdt ze een bol vast die het universum symboliseert; het kind heeft zijn rechterhand opgeheven met een gebaar van zegening en houdt in zijn linkerhand een dennenappel vast, teken van vruchtbaarheid en eeuwig leven. Het beeld is ongeveer 95 centimeter hoog en afgezien van het hoofd en de handen volledig vervaardigd uit goud. Het zwarte gelaat van de Madonna is waarschijnlijk veroorzaakt door de rook van kaarsen die eeuwenlang aan haar voeten werden gezet ter verering.
Op 11 september 1881 verklaarde paus Leo XIII de Zwarte Madonna van Montserrat tot officiële beschermheilige van Catalonië. Haar feestdag wordt op 27 april gevierd.